# ستيلافان
ستيلافان (باللاتينية تعني ضريح النجوم) هو اسم النادي الذي بناه نادي سبرينغفيلد تلسكوب ميكرز في سبرينغفيلد، فيرمونت في أوائل عشرينيات القرن الماضي، ومنذ ذلك الحين أصبح يشير إلى أراضي النادي والمباني الواقعة على قمة تل بريزي. كما يشير إلى اتفاقية ستيلافان، وهي تجمع لصانعي التلسكوبات الهواة وعلماء الفلك الهواة (حفلة النجوم) الذي يعقد كل عام في ذلك الموقع. الخاصية الملكية للمكان هي معلم تاريخي وطني.